# 2025年蔡英文訪問歐洲
2025年（民國114年）5月9日至5月19日，前任中華民國總統蔡英文訪問欧洲，出訪立陶宛、丹麦和英国三國，是繼2024年出訪歐洲之後第二次的出訪外國的行程，也是訪問立陶宛和丹麥的第一人。
蔡英文此次訪歐旅程非正式官方訪問，外交部及總統府沒有特別發布新聞稿。
蔡英文這次行程包括到立陶宛維爾紐斯大學發表演說、與前立陶宛總統格里包斯凱特對談，以及前往丹麦哥本哈根，出席第8屆哥本哈根民主高峰會並發表演說，也赴英國國會、劍橋大學與倫敦政經學院演講。

## 背景

### 台歐關係
蔡英文擔任總統期間，臺灣與歐盟及歐洲國家之間的關係大幅提升，除了臺灣在歐洲的能見度急速上升之外，蔡英文本人在歐洲政界的知名度也迅速累積。

#### 台立關係
蔡英文在總統任內即曾接見訪台的「立陶宛國會議長希米利特（Viktorija Čmilytė-Nielsen）訪問團」並進行餐敘，也多次接見來自立陶宛的訪問團，如：波海三國國會友臺小組主席及國會議員聯合訪問團、立陶宛國會國安及國防事務議員訪問團、立陶宛國會友好訪問團等。

#### 台丹關係
蔡英文從2020年開始，每年都用視訊的方式受邀在哥本哈根民主高峰會發表演說。2024年11月，國家安全會議秘書長吳釗燮會見丹麥國會議員訪問團，雙方就中國極權主義擴張、印太區域情勢、台灣國際參與、兩國經貿合作等議題深入交換意見。與會的訪團團長凱爾斯嘉德也曾多次訪台。

### 決定出訪
蔡英文辦公室發言人蔡舒景5月7日表示，蔡英文應前立陶宛總統格里包斯凱特的邀請訪問立陶宛，將於5月9日啟程前往歐洲，出訪立陶宛。蔡英文也將應民主聯盟基金會（Alliance of Democracies, AoD）的邀請，前往丹麥哥本哈根，出席第8屆哥本哈根民主高峰會（Copenhagen Democracy Summit）並發表演說，傳達台灣將致力與民主盟友持續合作、共同確保區域的安全穩定，也將向民主高峰會多年來對台灣的支持表達感謝。

## 過程

### 立陶宛（10日〜13日）
台灣時間5月9日晚間，蔡英文一行自桃園國際機場搭乘中華航空CI61班機飛往德國法蘭克福。
蔡英文於10日下午抵達首站立陶宛，並參觀由台灣與立陶宛合作成立的新創農業科技公司Leafood。立陶宛經濟與創新部部長薩維茨卡斯與工業家聯盟主席賈努維丘斯也到場，一同見證台立合作成果。
11日上午在立陶宛國會友台小組主席巴洛諾瓦陪同下，參觀特拉凱水上城堡，了解立陶宛歷史；下午前往首都維爾紐斯的格迪米納斯塔，與在立陶宛求學的台灣留學生和交換生交流。
12日上午於首都維爾紐斯與美國眾議院議員進行約30分鐘的會晤。
13日上午應立陶宛議員、前國會議長希米利特邀請，參訪立陶宛國會大樓；下午在維爾紐斯大學發表公開演說，在約15分鐘的個人演講後，蔡英文也與前立陶宛總統格里包斯凱特展開意見交流。演說結束後，蔡英文離開立陶宛，前往丹麥。

### 丹麥（13日〜14日）
蔡英文在13日到訪丹麥，在丹麥國會友台小組成員的陪同之下參觀丹麥國會，並與丹麥友台國會議員餐敘，這是台灣首次有總統層級的訪客造訪丹麥國會。蔡英文隨後到哥本哈根民主高峰會發表演講。在演講之前，蔡英文有兩場跟台灣相關的演說，分別是《零日攻擊》編劇鄭心媚和演員謝怡芬，以及與紀錄片《看不見的國家》導演葛靜文（Vanessa Hope）的對談。
14日展開文化巡禮，走訪丹麥具代表性景點，包括丹麥地標小美人魚雕像及有「北歐凡爾賽宮」之稱的佛瑞德里克堡城堡和美人魚雕像。結束文化參訪之後，蔡英文訪團與丹麥當地台灣僑民餐敘。蔡英文於晚間搭乘班機離開丹麥，抵達英國倫敦。

### 英國（15日〜19日）
蔡英文15日在英國國會宴會廳出席上、下議院友台議員為她舉辦的歡迎酒會並發表演說，中午與議員們餐敘，下午在台英國會小組共同主席柴萍恩的陪同下與下議院議長霍伊爾正式會晤。
16日中午在定居英國多年的台灣人所開設餐廳，與旅英台人餐敘。隨後前往劍橋大學參訪，接著發表演說，並與台灣旅英產業及學術界專業人士互動。
17日上午在羅素廣場花園內的一家餐館，與留學生共進英式早餐。隨後的早餐會由倫敦大學亞非學院（SOAS）台灣研究中心主任羅達菲教授出面接待，在場多是SOAS學生。之後蔡英文於傍晚在倫敦政經學院（LSE）發表演說，結束後由LSE校長克雷默辦公室執行主任哈頓博士陪同蔡英文展開校園巡禮
18日上午與「台灣觀光宣傳計程車」合影，中午與在英國的台灣藝文工作者餐敘，如：單口喜劇演員黃冠文。下午參觀販售大量台灣食品飲料的亞洲超市，推廣台灣觀光旅遊與美食美飲。
19日前往英國皇家三軍聯合國防研究院（RUSI），與多位安全、國防、地緣戰略領域的專家學者進行座談。

### 返國
蔡英文一行於20日搭乘中華航空CI74班機，21日上午5時49分抵達桃園國際機場，蔡英文在桃機未發表談話與受訪，對於媒體詢問是否滿意訪歐的成果，蔡英文也特別停下腳步微笑點頭，並向在場媒體揮手致意，隨後在維安人員的引導下離去。